# Masoller
Masoller ist eine Ortschaft in Uruguay.

## Geographie
Sie befindet sich im Sektor 3 des Departamento Rivera in dessen nordwestlichem Teil an der Grenze zu den Nachbardepartamentos Salto und Artigas sowie unmittelbar an der Grenze zum uruguayischen Nachbarland Brasilien. Am Rand des Ortes verläuft die uruguayische Ruta 30.

## Geschichte
Masoller war am 1. September 1904 während des Bürgerkrieges Schauplatz der Schlacht von Masoller. Im September 1990 wurde Masoller durch das Gesetz Nr. 8.711 in die Kategorie „Centro Poblado“ eingestuft.

## Einwohner
Bei der Volkszählung im Jahr 2011 hatte der Ort 240 Einwohner, davon 128 männliche und 112 weibliche.
| Jahr | Einwohner |
| ---- | --------- |
| 1963 | 56        |
| 1975 | 115       |
| 1985 | 61        |
| 1996 | 201       |
| 2004 | 261       |
| 2011 | 240       |

Quelle: Instituto Nacional de Estadística de Uruguay